# Батурова гора
«Батурова гора»  — заповідне урочище, втрачений об'єкт природно-заповідного фонду України.

## Розташування
Існував у колишньому с. Зарубинці Черкаської області.

## Пам'ятка
Оголошене рішенням Черкаського облвиконкому № 597 від 28 листопада 1979. Зазначена причина створення: «на лісовій площі ділянки ковили-тирси і айстри». Зміст охоронного режиму: заборонено залісення та терасування схилів.
Площа — 3 га.

## Скасування
Рішенням Черкаської обласної ради № 95 від 22 травня 1990 «Про зміни та доповнення мережі природно-заповідного фонду області» заповідне урочище скасоване. Скасування статусу відбулось із зазначенням причини «втратило цінність».